# Các lễ kỷ niệm thiên niên kỷ

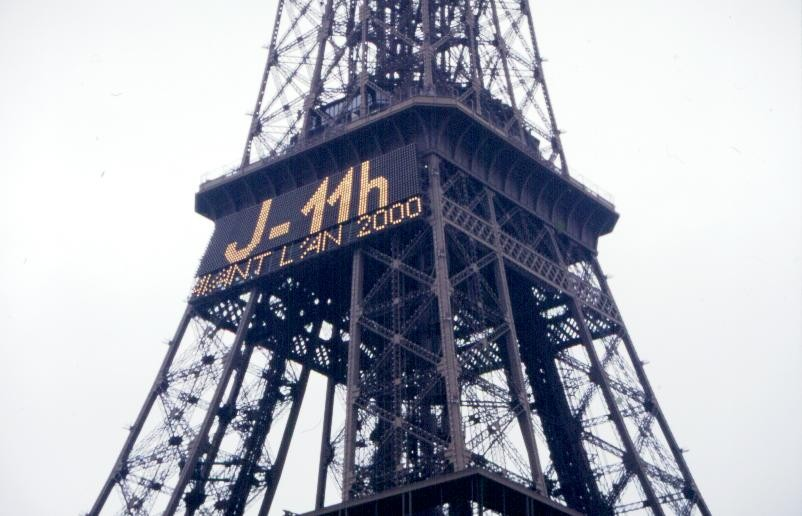
Đếm ngược thiên niên kỷ trên tháp Eiffel, Paris, Pháp

Các lễ kỷ niệm thiên niên kỷ (còn gọi là Tết thiên niên kỷ) là một chuỗi các sự kiện phối hợp trên toàn thế giới kỷ niệm cuối năm 1999 và đầu năm 2000 theo lịch Gregory. Các lễ kỷ niệm được tổ chức nhằm đánh dấu sự kết thúc của thiên niên kỷ thứ 2 và thế kỷ 20, và bắt đầu của thiên niên kỷ thứ 3 và thế kỷ 21 (mặc dù điểm bắt đầu và kết thúc của các giai đoạn đó sau đó và vẫn tiếp tục bị tranh cãi). Các quốc gia trên toàn cầu đã tổ chức các lễ hội chính thức trong những tuần và tháng tính đến ngày này, chẳng hạn như những lễ hội do Hội đồng Thiên niên kỷ của Nhà Trắng tổ chức tại Hoa Kỳ và hầu hết các thành phố lớn đều tổ chức bắn pháo hoa vào lúc nửa đêm. Tương tự như vậy, nhiều địa điểm tư nhân, trung tâm văn hóa và tôn giáo tổ chức các sự kiện và một loạt các kỷ vật đã được tạo ra - chẳng hạn như tem bưu chính lưu niệm.
Như mọi đêm giao thừa, nhiều sự kiện đã được tính giờ với khoảng thời gian nửa đêm theo múi giờ của địa điểm. Cũng có nhiều sự kiện liên quan đến rạng sáng ngày 1 tháng Giêng. Một chương trình truyền hình quốc tế có tên 2000 Today được sản xuất bởi một tập đoàn gồm 60 đài truyền hình (trong đó có VTV), trong khi một chương trình thay thế Millennium Live đã bị hủy bỏ hai ngày trước sự kiện này.
Một số quốc gia ở giữa Thái Bình Dương, và do đó gần với Đường Ngày Quốc tế đã đưa ra lập luận rằng họ là những quốc gia đầu tiên bước vào thiên niên kỷ mới. Nhiều nơi khác nhau, quần đảo Chatham, New Zealand, Tonga, Fiji và Kiribati đều đưa ra yêu sách về tình trạng - bằng cách di chuyển chính đường dữ liệu, thiết chế tạm thời về thời gian tiết kiệm ánh sáng ban ngày và tuyên bố "lãnh thổ đầu tiên", "vùng đất đầu tiên", "nơi sinh sống đầu tiên đất "hoặc" thành phố đầu tiên "để xem năm mới.

## Sự kiện

Bản đồ các múi giờ chuẩn, kể từ ngày 31 tháng 12 năm 2020. (Vào ngày 31 tháng 12 năm 1999, Sri Lanka sử dụng UTC + 6, Belarus và Thổ Nhĩ Kỳ sử dụng UTC + 2, Morocco sử dụng UTC ± 0, trong khi Samoa và Tokelau sử dụng UTC-11.) Lễ kỷ niệm diễn ra từ phải sang trái.

Danh sách này không đầy đủ, bạn cũng có thể giúp mở rộng danh sách.

### UTC+14
Tàu ngầm Topeka của Hải quân Hoa Kỳ định vị ở vị trí 400 mét (1.300 ft) dưới nước, trải dài cả đường ngày Quốc tế và đường xích đạo.
Tại Đảo Caroline, được đổi tên thành "Đảo Thiên niên kỷ" ở giữa Thái Bình Dương, Cộng hòa Kiribati tuyên bố là vùng đất đầu tiên nhìn thấy thiên niên kỷ mới.
Trên quần đảo Chatham (UTC+13:45) đã có một phước lành của người Maori. "Khi họ đối mặt với Thái Bình Dương, một ngọn hải đăng được thắp sáng và học sinh ca hát."

### UTC+13
Tại Auckland, một màn bắn pháo hoa trên Bến cảng đã đưa New Zealand trở thành quốc gia công nghiệp đầu tiên kỷ niệm năm 2000, nằm ngay phía tây của đường ngày Quốc tế.

### UTC+11
Sydney, thành phố đăng cai Thế vận hội Mùa hè 2000, đã tổ chức một màn bắn pháo hoa lớn tập trung ở Cầu Cảng, với bức graffito Eternity nổi tiếng ở địa phương được tái hiện. Lần đầu tiên trong lịch sử của nó, khuôn viên Nhà hát Opera Sydney gần như hoàn toàn không cho công chúng tham quan. Thay vào đó, vé có giá 2.000 đô la Úc mỗi chiếc đã được bán cho các bữa tiệc ở Nhà hát Lớn. Tuy nhiên, phương tiện giao thông công cộng và lối vào đã có sẵn để xem pháo hoa trên Cầu, trong đó có hiệu ứng "thác nước".

### UTC+10
Lễ kỷ niệm của Adelaide được tổ chức tại Khu Thương mại Trung tâm của họ với một bài thuyết trình đặc biệt trước khi đếm ngược và nhiều pháo hoa. Adelaide vào UTC+10:30 trong thời gian tiết kiệm ánh sáng ban ngày.
Lễ kỷ niệm của Brisbane được truyền hình trực tiếp trên ABC (Úc) và trên toàn thế giới thông qua 2000 Today.

### UTC+9
Tại Tokyo, đã có một loạt các buổi hòa nhạc (NHK's Kohaku Uta Gassen tại NHK Hall, Johnny's Countdown Live tại Tokyo Dome) và một màn bắn pháo hoa. Vào lúc nửa đêm, chuông chùa trên khắp Nhật Bản đã được rung lên 108 lần để "xua tan tệ nạn của nhân loại".

### UTC+8
Tết cổ truyền của Trung Quốc sẽ không bắt đầu cho đến ngày 5 tháng 2 năm đó, nhưng lễ kỷ niệm vẫn được tổ chức ở Bắc Kinh cùng với pháo hoa và múa rồng.
Ở Philippines, các bữa tiệc thiên niên kỷ đồng thời bắt đầu ở các vùng khác nhau của đất nước. Tổng thống Joseph Estrada và các quan chức chính phủ hàng đầu đã tham gia lễ kỷ niệm tại Công viên Rizal (được phát sóng trên ABS-CBN), trong khi ở Trung tâm Thiên niên kỷ Ayala, Regine Velasquez đã hát Bài hát chủ đề Thiên niên kỷ Philippines, "Viết trên cát" ở đầu Bán đảo Manila vào khoảng mười phút đến nửa đêm của Philippines như một phần của bài thuyết trình của Philippines vào Ngày hôm nay 2000 (Ngày Thiên niên kỷ Toàn cầu được phát sóng trên GMA).
Tại Singapore, một bộ ba nhạc pop gồm Fann Wong, Tanya Chua và Elsa Lin đã biểu diễn ca khúc thiên niên kỷ cho Singapore, Moments of Magic.

### UTC+7
Tại VIệt Nam, chương trình nghệ thuật Lễ hội thiên niên kỷ 2000 diễn ra lúc 22h00 ngày 31/12/1999 đến 0h15 ngày 1/1/2000 tại Bến Nhà Rồng, Thành phố Hồ Chí Minh.

### UTC+6
Ở Ấn Độ (UTC + 5: 30), nhiều người Ấn Độ sử dụng lịch Hindu, nhưng ngày đầu năm 2000 vẫn được tổ chức. Vào đêm giao thừa, pháo hoa đã được nhìn thấy ở thủ đô New Delhi. Điều này đã bị lu mờ bởi sự trở về của các hành khách và phi hành đoàn của Chuyến bay 814 của Hãng hàng không Ấn Độ, những người đã trở về nhà từ Afghanistan sau khi họ bị bắt làm con tin trong một tuần.

### UTC+3
Chính phủ Matxcơva và chính phủ quốc gia Nga đã bảo trợ các đảng phái trên toàn thành phố. Lễ kỷ niệm được tổ chức tại Tháp Spasskaya để vang lên trong thiên niên kỷ mới.

### UTC+2
Nelson Mandela đến từ Nam Phi đã thắp sáng một ngọn nến trong phòng giam cũ của mình tại Đảo Robben vào lúc nửa đêm.
Athens đã tổ chức một màn bắn pháo hoa trên Acropolis và một dàn hợp xướng trên truyền hình hát bài quốc ca Olympic, bài quốc ca Byzantine và quốc ca Hy Lạp.
Ở Jerusalem, và đặc biệt là ở Núi Olives, lo ngại rằng những kẻ cuồng tín về ngày tận thế "... có thể cố gắng kích hoạt một ngày tận thế đã thúc đẩy một trong những hoạt động cảnh sát thời bình lớn nhất của Israel."
Tại Giza, một buổi hòa nhạc mang tên Mười hai giấc mơ của Mặt trời với âm nhạc của Jean-Michel Jarre đã được tổ chức trên các Kim tự tháp. Vào khoảng thời gian đó, hầu hết người dân Ai Cập đang theo dõi tháng lễ Ramadan của người Hồi giáo.

### UTC+1
Paris là tâm điểm của các lễ kỷ niệm ở Pháp, nơi các đèn rọi và 20.000 đèn nhấp nháy cho sự kiện đã được lắp đặt trên Tháp Eiffel. Chúng vẫn hoạt động cho đến tháng 6 năm 2003, khi chúng được thay thế bằng một cài đặt khác.
Tại Thành phố Vatican, Giáo hoàng John Paul II đã dẫn đầu một buổi lễ Te Deum truyền thống tại Vương cung thánh đường Thánh Peter.
Ở Madrid, những quả bóng bay hình ngôi sao được đặt trên đỉnh của tòa nhà Casa de Correos ở Quảng trường Puerta del Sol.

### UTC±0
Ở London, sự chú ý tập trung xung quanh Big Ben, cũng như việc khai trương Millennium Dome. Một màn trình diễn pháo hoa khổng lồ, được gọi là "Sông lửa", đi dọc theo vài km của sông Thames.
Kênh truyền hình quốc gia Ireland RTÉ đã sản xuất một cuộc chạy marathon kéo dài 19 giờ có tên Millennium Eve: Celebrate 2000, trong khi đài BBC ở Vương quốc Anh đứng đầu một sự kiện quốc tế kéo dài 28 giờ được gọi là 2000 Today.

### UTC–2
Rio de Janeiro tổ chức một bữa tiệc đặc biệt do Gal Costa dẫn đầu từ vài phút đến nửa đêm. Nam Georgia và quần đảo Sandwich đã trở thành nơi đầu tiên ở châu Mỹ tổ chức lễ kỷ niệm thiên niên kỷ nhưng không có người ở trên đó, tất cả cư dân Anh đã chọn dành lễ kỷ niệm lúc nửa đêm theo giờ GMT.

### UTC–3
Lễ kỷ niệm của Argentina được tập trung tại Ushuaia, thành phố cực nam của thế giới với màn trình diễn tango của Julio Bocca và Eleonora Cassano, được phát sóng trên El Dia del Milenio của ARTEAR (El Trece) và trên toàn thế giới thông qua 2000 Today do BBC dẫn dắt.

### UTC–4
Tại Newfoundland (UTC-4: 30), một buổi hòa nhạc đã được tổ chức được phát sóng cho hàng nghìn người Canada khi hòn đảo nhỏ này kỷ niệm là nơi đầu tiên ở Bắc Mỹ chào đón thế kỷ 21. Trong khi đó, tại Bermuda, lễ kỷ niệm được đánh dấu là quốc gia Caribe đầu tiên bước sang thiên niên kỷ mới đạt mức cao nhất vào lúc nửa đêm.
UTC–5

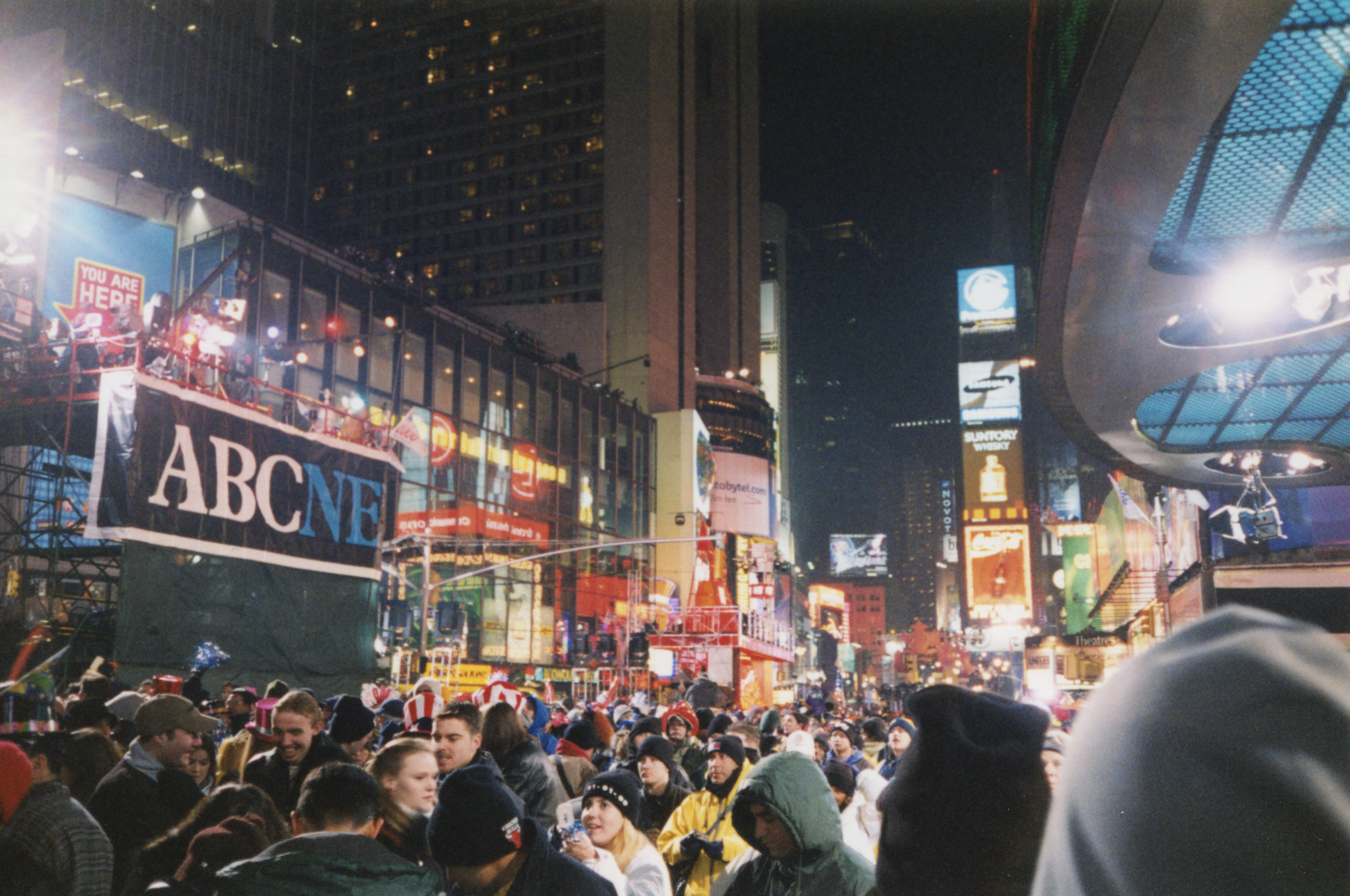
Lễ kỷ niệm thiên niên kỷ với ABC News trong chương trình ABC 2000 Today được phát sóng tại Quảng trường Thời đại.

Tại Ottawa, Thủ tướng Canada Jean Chrétien đã chủ trì lễ kỷ niệm trên Đồi Quốc hội, bao gồm các màn trình diễn nghệ thuật và màn bắn pháo hoa lúc nửa đêm được phóng từ Tháp Hòa bình.
Pháo hoa được phóng từ tháp CN ở Toronto.
Tại Quảng trường Thời đại của Thành phố New York, Quả bóng Quảng trường Thời đại mới làm bằng Pha lê Waterford đã được đưa vào sử dụng và các nhà tổ chức dự kiến tổng số người tham dự sẽ vượt quá hai triệu khán giả. Nó được phát sóng trực tiếp trong ABC 2000 Today với Peter Jennings và Dick Clark ở Hoa Kỳ và trên toàn thế giới thông qua 2000 Today.
Lễ kỷ niệm Thiên niên kỷ được tổ chức tại công viên giải trí Walt Disney World ở Florida, chủ yếu tại Epcot.

### UTC–6
Chicago đã kỷ niệm Thiên niên kỷ bằng cách tổ chức một buổi trình diễn pháo hoa trên Bến tàu Hải quân cùng với lễ kỷ niệm trong nhà và ở Công viên Grant như đã được xem trong chương trình phát sóng ABC 2000 Today.

### UTC–8
Ở Los Angeles, Bảng hiệu Hollywood được chiếu sáng với nhiều màu sắc khác nhau, một trong số rất ít lần bảng hiệu được thắp sáng. Đây cũng là điểm dừng chân cuối cùng trong chương trình ABC 2000 Today được phát sóng tại Hoa Kỳ.

### UTC–10
Các lễ kỷ niệm của Hawaii tập trung ở Honolulu. Đảng do thống đốc khi đó là Benjamin Cayetano và gia đình ông đứng đầu.

### UTC–11
Samoa, quốc gia độc lập cuối cùng kỷ niệm thiên niên kỷ mới, vẫn không bị thách thức khi tuyên bố là nơi cuối cùng trên Trái đất kỷ niệm sự kết thúc của thế kỷ này. Múi giờ này vẫn được sử dụng ở Samoa cho đến ngày 29 tháng 12 năm 2011, khi nó sẽ được chuyển sang UTC + 13.